# Інті-Раймі

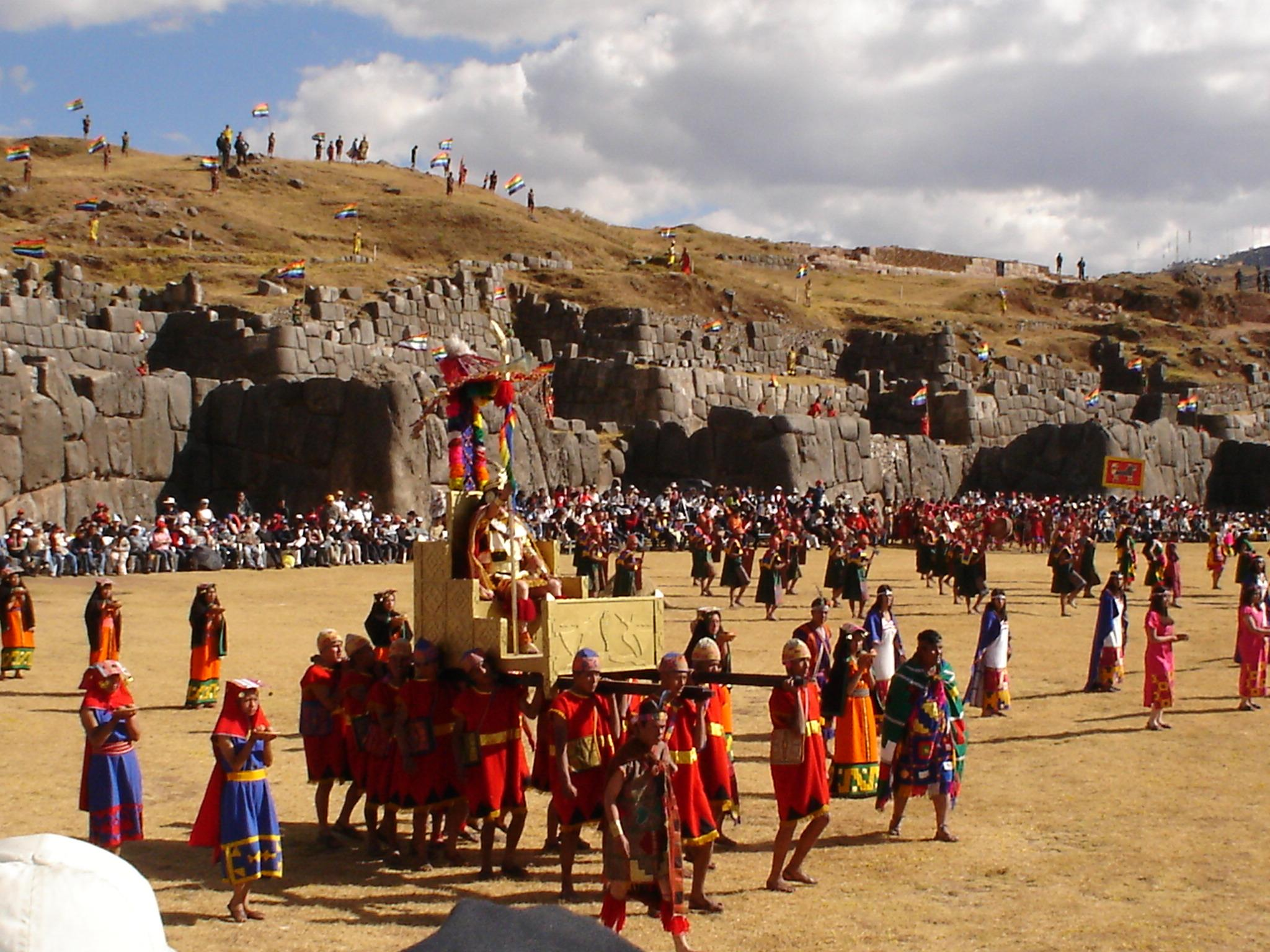
Інті-Раймі, Саксаюаман, Куско

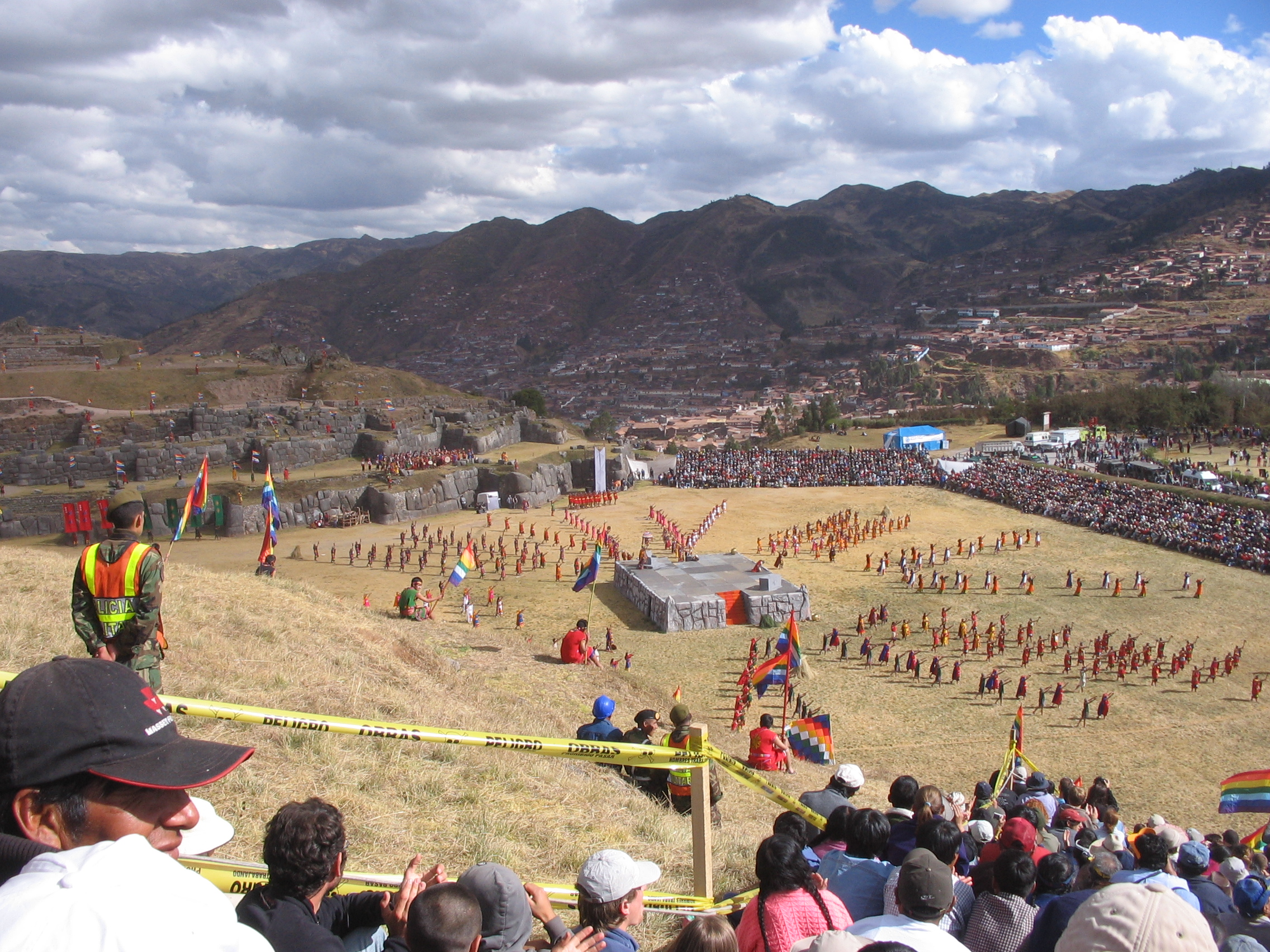
Інті-Раймі, Саксаюаман, Куско (24 червня 2007 р.)

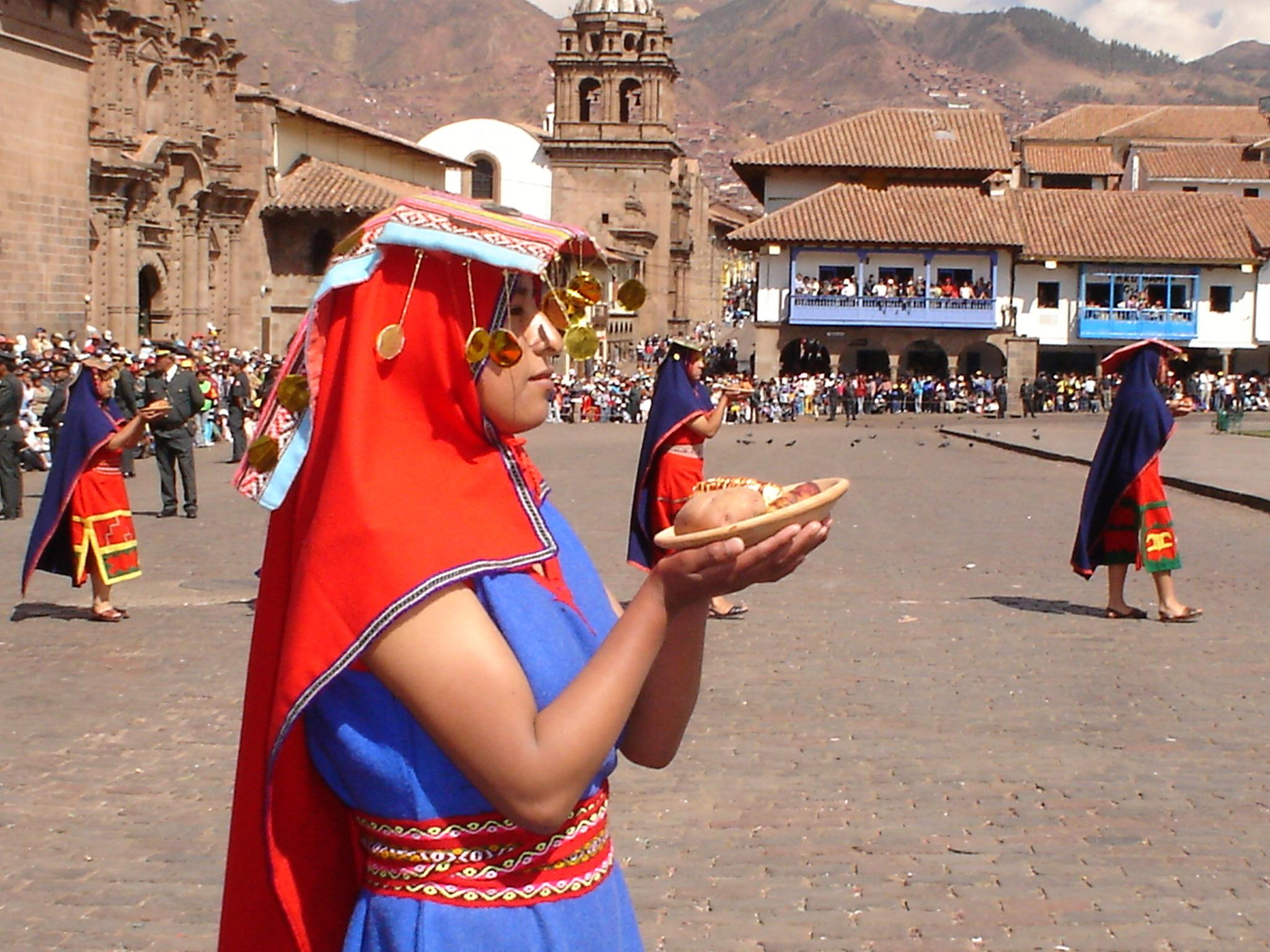
Інті-Раймі, Куско, Уакайпата, 2005

Інті-Раймі (кеч. Inti Raymi — «Свято сонця») — релігійна церемонія інків та багатьох індіанських народів, що живуть в межах їх колишнього впливу, присвячена богу Інті. Свято проводиться протягом зимового сонцестояння та відмічає Новий рік в Андах. З 1944 року 24 червня щороку на це свято проводиться театралізована постанова в Саксаюамані (2 км від Куско), що привертає тисячі туристів та місцевих мешканців.
За часів Тауантісую, Інті-Раймі був найважливійшою церемонією, що святкувалася в Куско, згідно з записами Ґарсіласо де ла Веґа. Церемонія відзначала містичне походження інків та тривала дев'ять днів, під час яких проводидися танці, процесії та жертвоприношення тварин, вважалося, що це, зокрема, забезпечить добрий сезон в сільському господарстві. Останнього разу за часів Імперії свято було проведено у 1535 році, після чого католицька церква заборонила його. Деякі індіанці проводили свято і після цієї дати, проте репресії віце-кололя Перу Франсиско де Толедо майже повністю припинили його після 1572 року, через загрозу для католицтва.
В 1944 році під керівництвом Фаустіно Еспіноси Наварри була проведена перша реконструкція історичної церемонії за допомоною місцевих артистів. Ця реконструкція була заснована на записах Ґарсіласо де ла Веґа. Крім Куско, одним з місць проведення церемонії стало містечко Саласака та озеро Куїкоча (Еквадор).